# Conocybe fimetaria
Conocybe fimetaria är en svampart som beskrevs av Watling 1986. Conocybe fimetaria ingår i släktet Conocybe och familjen Bolbitiaceae.  Arten är reproducerande i Sverige. Inga underarter finns listade i Catalogue of Life.